# هنری دوم پارسا
هنری دوم پارسا (لهستانی: Henryk II Pobożny; حدود. ۱۱۹۶ – ۹ آوریل ۱۲۴۱) سیاستمدار و فرمانروای لهستان بود.